# Биг Боппер
Джа́йлс Пе́рри Ри́чардсон младший (англ. Jiles Perry Richardson, Jr., более известный как Биг Бо́ппер (англ. The Big Bopper); 24 октября 1930 — 3 февраля 1959) — американский диджей, певец, автор песен, один из первопроходцев рок-н-ролла. Наиболее известной из его песен является «Chantilly Lace», ставшая хитом в 1958 году.

## Ранние годы
Ричардсон родился в городке Сэбин Пасс, Техас, в семье Джайлса Перри Ричардсона старшего и Элизы (Столсби) Ричардсон. Его отец работал бурильщиком на нефтяном месторождении. Джайлс имел двух младших братьев — Сэсила и Джеймса. В детстве с семьёй переехал в Бомонт, штат Техас. В 1947 году закончил Beaumont High School. В школе Ричардсон был лайнменом в футбольной команде и играл под номером 85. Продолжая обучение в колледже Ламар, Ричардсон пел в хоре и был членом музыкальной группы.

## Работа на радио
Ещё подростком Ричардсон устроился на радиостанцию КТРМ (англ. KTRM, сейчас — KZZB). В 1949 году его взяли в штат на полный рабочий день, и Ричардсон оставил колледж. 18 апреля 1952 года он женился на Эдриэн Джой Фрю, и в декабре 1953 года у них родилась дочь Дебра Джой.
В марте 1955 года был призван в армию и провёл 2 года службы в качестве инструктора по радиолокационным установкам на форте Блисс, около города Эль-Пасо, штат Техас. Демобилизовавшись в звании капрала в марте 1957 года, Ричардсон вернулся на радио КТРМ, где руководил передачей «Серенада судомоек», выходившей с 11:00 до 12:30 дня каждый будний день. После того как один из спонсоров радиостанции предложил Ричардсону вести шоу, он выбрал себе псевдоним Биг Боппер (англ. The Big Bopper — от англ. The Bop — название танца, популярного среди студентов колледжа в 1950-х). Новое шоу выходило с 15:00 до 18:00. Вскоре Ричардсон стал программным директором радиостанции.
В мае 1957 года Биг Боппер побил рекорд безостановочного радиовещания, на 8 минут превысив предыдущее время. Борясь со сном, Биг Боппер принимал холодный душ во время 5-минутных сводок новостей. В результате он провёл у микрофона 122 часа (то есть 5 дней и 2 часа) и 8 минут, потеряв 16 килограммов веса и поставив в общей сложности 1821 песню.

## Музыкальная карьера
Биг Боппер начал свою музыкальную карьеру в качестве автора песен. Его песня «White Lightning» в стиле кантри, была одним из первых хитов Джорджа Джонса, ставшего впоследствии легендарным кантри-исполнителем. Сам Биг Боппер не знал об успехе своей песни, так как прошло уже 2 месяца после его смерти к тому моменту, когда в апреле 1959 года сингл был выпущен и достиг вершины хит-парада. Также Ричардсон написал песню «Running Bear» для своего друга Джонни Престона из города Порт Артур, Техас. Песня была вдохновлена услышанными Джайлсом в детстве историями об индейских племенах. При записи песни Ричардсон пел на подпевке, но как и в случае «White Lightning» песня была издана уже после его смерти. В 1960 году песня достигла вершин хит-парадов США и Великобритании.
Продюсером Биг Боппера как исполнителя стал Гарольд «Пэпи» Дэйли (англ. Harold "Pappy" Daily), заключивший с ним контракт для Mercury Records. Первый вышедший сингл «Beggar To A King» в чартах не отметился. Та же судьба ожидала песню «Crazy Blues» — обе имели кантри-звучание и были подписаны настоящим именем Ричардсона. Следующий сингл, записанный Биг Боппером на личном лейбле Дэйли — D Records, был куплен Mercury Records и выпущен летом 1958 года. Это была песня «Chantilly Lace», достигшая 6-го места в поп-чартах и продержавшаяся в общей сложности 22 недели в американском Топ 40. Песня, в которой певец разговаривает со своей подружкой по телефону вдохновила Джейн Мэнсфилд на запись песни-ответа «That Makes It». Чуть позже в 1958 году Биг Боппер записал свой второй хит — юмористическую песню «The Big Bopper’s Wedding».
Ричардсон предвидел значимость видео в индустрии музыки. В 1959 году он первым использовал термин music video или rock video. Ранее, в 1958 году, Биг Боппер записал 3 музыкальных видеоклипа на свои песни «Chantilly Lace», «Big Bopper’s Wedding» и «Little Red Riding Hood»; все видео были записаны в один день. Как указывает Билл Григгс, главный редактор музыкального журнала Rockin' 50s, перед смертью Биг Боппер собирался запустить производство музыкальных видеоклипов на телевидении и даже придумал для них специальный музыкальный автомат.

## Гибель
3 февраля 1959 года в США называют «Днём, когда умерла музыка» — как назвал её певец Дон Маклин. На одиннадцатый день тура «Зимняя танцевальная вечеринка» (англ. «Winter Dance Party») в чартерном самолёте разбились Бадди Холли, Ричи Валенс и Биг Боппер — молодые музыканты, чья карьера едва началась.

## Песни
- «Chantilly Lace»
- «Big Bopper’s Wedding»
- «White Lightnin'» — хит, исполненный Джорджем Джонсом
- «Running Bear» — хит, исполненный Джонни Престоном
- «Purple People Eater Meets the Witch Doctor»
- «Little Red Riding Hood»
- «Walking Through My Dreams»
- «Beggar to a King» (под именем Джей Пи Ричардсона)
- «Crazy Blues» (под именем Джей Пи Ричардсона)
- «Bopper’s Boogie Woogie»
- «That’s What I’m Talking About»
- «Pink Petticoats»
- «Monkey Song (You Made a Monkey out of Me)» (подражание Бадди Холли)
- «It’s the Truth, Ruth»
- «Preacher and the Bear»
- «Someone Watching Over You»
- «Old Maid»
- «Strange Kisses»
- «Teenage Moon»
- «The Clock»

## Факты
- Песня «Chantilly Lace» Биг Боппера была последней исполненной песней в туре «Зимняя танцевальная вечеринка» перед тем, как погибли Биг Боппер, Бадди Холли и Ричи Валенс[8]. Эту песню можно услышать в фильмах «История Бадди Холли» (The Buddy Holly Story), «Ла Бамба» (La Bamba) и «Американские граффити» (American Graffiti).
- Вскоре после авиакатастрофы Томми Ди написал песню «Three Stars» в память о погибших музыкантах.
- В январе 2007 года тело Ричардсона было эксгумировано с тем, чтобы развеять слухи о том, что он выжил в авиакатастрофе.
- В 1997 году Биг Боппер был включён в Зал славы рокабилли[10].
- Гэйлард Сартэйн сыграл Биг Боппера в фильме «История Бадди Холли» (The Buddy Holly Story), Стивен Ли в фильме «Ла Бамба» (La Bamba), а Джон Эннис в фильме «Взлёты и падения: История Дьюи Кокса» (Walk Hard: The Dewey Cox Story).
- В мюзикле «Buddy — The Buddy Holly Story» в Лондоне его роль исполняет Джон Саймон Роллингс.
- Ожидается выход фильма, проливающего свет на биографию Биг Боппера. Подробнее: www.bigboppermovie.com
- Сын Джайлса Перри Ричардсона — Джей Перри Ричардсон, родившийся через два месяца после смерти своего отца, избрал для себя музыкальную карьеру и выступает под псевдонимом Биг Боппер младший.